# 巴爾幹戰線 (第一次世界大戰)
巴爾幹戰線是第一次世界大戰中同盟國保加利亞、奧匈帝國 和德國與協約國塞爾維亞 、法國、俄羅斯、英國、蒙特內哥羅（還有後來加入協約國的羅馬尼亞和希臘）之間在巴爾幹半島上的戰鬥。

## 概述

### 第一階段：與塞爾維亞的戰鬥
第一次世界大戰的主要起因為奧匈帝國與塞爾維亞間的敵對，而最初的戰鬥即為塞爾維亞和世界級列強—奧匈帝國的戰鬥。塞爾維亞與奧匈帝國相互爭持了超過一年，直至保加利亞加入同盟國，塞爾維亞才於1915年下半葉被奧匈帝國和保加利亞三面圍攻，並完全被征服。
德国对保加利亚参战的政治和军事谈判在1915年9月6日完成。同一天，奥斯曼土耳其和保加利亚签署了调整两个边界的条约，向保加利亚做了领土让步。按照约定，1915年9月22日保加利亚发布了总动员令，总共动员了61万6680人，而当时保加利亚总人口493万人，其中男性248万4122人。整个大战保加利亚累计动员了120万。1915年10月5日，按照三国军事协定的约定，奥匈帝国第3集团军（共7个师，4个奥匈师3个德国师）、德国第11集团军（7个德国师）开始了进攻塞军阵地，强渡德里纳河、渡过多瑙河向贝尔格莱德进击。拉开了塞尔维亚战役序幕。1915年10月14日保加利亚参战：
- 保加利亚第1集团军步兵第1、第6、第8、第9师近20万人，位于塞保国界北段,发起了摩拉瓦攻勢；
- 保加利亚第2集团军步兵第3、第7师和1个骑兵师10万多人，位于塞保国界南段,发起了欧文其平原攻势(Ovche Pole Offensive)；
- 保加利亚第3集团军2个步兵师，位于罗马尼亚国界。
- 预备队3个师。

塞军腹背受敌，被迫撤退至科索沃，随后主动发起科索沃反攻（Kosovo Offensive Operation），先向普里什蒂纳东北尼什方向的保第一集团军发起了进攻，两天内就占领了普羅庫普列；随后向格尼拉內的保加利亚第2集团军北部集群进攻，意图以优势兵力击败保军，进一步收复库马诺沃和斯科普里。结果为塞军伤亡3万人，甚至被缴获了199门大炮，11月25日总撤退，分四路翻越经阿尔巴尼亚崇山峻嶺，至阿尔巴尼亚的亚德里亚海沿岸港口，并由协约国舰队接应安置在希腊的岛屿上：
1. 从科索沃米特罗维察出发，经黑山--阿尔巴尼亚斯库台--都拉斯；
2. 从普里什蒂纳出发，经佩奇----阿尔巴尼亚莱什--都拉斯；
3. 从普里什蒂纳出发，经普里兹伦---阿尔巴尼亚地拉那--都拉斯；
4. 马其顿残军从斯特鲁加出发---阿尔巴尼亚地培拉特--发罗拉；。

1915年12月12日保加利亚在原塞尔维亚境内马其顿击退英法军占领了整个希塞边境而结束战局。保加利亚前后共计42万4375人参战，伤亡3万7000人，其中第2集团军伤亡2万4000人。塞尔维亚阵亡9万余人，被俘17万4000人。塞尔维亚最终撤到希腊诸岛的26万人，其中军人15万5000。在希腊诸岛上很多塞军民因为过度虚弱和传染病（主要是伤寒）而死去。
達爾馬提亞 是一戰時期的一個戰略重地，而因此意大利和塞爾維亞都想從奧匈帝國手中奪取這塊領土。意大利於1915年因倫敦條約加入協約國而被承諾戰後將獲得此地一部份，意大利的加入亦抒緩了各戰線的壓力。
1916年元月，被加强了波斯尼亚和黑塞哥维纳两个军管区后备部队的奥匈第3集团军，向蒙特內羅哥发起了猛攻。 1916年1月8日，奥匈海军布达佩斯号战列舰305毫米舰炮的火力支援下，奥匈军开始对洛夫钦山发动总攻。1月13日，黑山首都采蒂涅失守，国王尼古拉一世拒绝投降而选择了流亡国外，临走前下令政府军队进山打游击。黑山留守政府于1月17日签字投降，黑山成为了协约国里第一个被打得退出了战争的国家。

### 第二階段：與羅馬尼亞的戰鬥
協約國於1916年利用外交終於將羅馬尼亞帶進戰爭，但這樣做卻為羅馬尼亞造成極大損失。
1916年7月，德奥保三国参谋总长就罗马尼亚参战的应对开过会，会后奥匈帝国开始抽调第一集团军部队到特兰西瓦尼亚，德国给驻防保罗国界的保加利亚第3集团军配属大口径重炮，飞机和齐柏林飞艇。
1916年8月，奥匈军队因为布魯西洛夫攻勢而与俄军激战，另一方面在意大利战线上与意大利军在南蒂罗尔和伊松佐河纠缠；南线保加利亚军队陷身马其顿战线，奥匈帝国在特兰西瓦尼亚只有第一集团军的架子加上地方部队也只有3、4万人，羅馬尼亞抓住时机对同盟国宣战意图抢下特兰西瓦尼亚。8月17日罗马尼亚跟协约国签约，8月27日就对奥匈帝国宣战，当天3个集团军44万人分九路杀出喀尔巴阡山各个山口，以雷霆万钧之势攻击特兰西瓦尼亚。1916年8月16日阿图尔·冯·施特劳森堡男爵被任命为奥匈帝国第1集团军司令，兵力仅1万人，任务是击退罗马尼亚对特兰西瓦尼亚的攻击。8月27日意大利向德国宣战；德国8月28日对罗马尼亚宣战；8月29日奥斯曼土耳其对罗马尼亚宣战。
1916年8月28日，保加利亚北部的同盟国部队编成马肯森集团军群，仅辖保加利亚第3集团军14万3千人，3个步兵师和1个骑兵师编成。在大特尔诺沃设立了集团军群司令部。9月1日，保加利亚对罗马尼亚宣战。9月2日越过边界，进攻南多布罗加罗马尼亚第3集团军（兵力14万9千人）。
德國、奧匈帝國和保加利亞三國的入侵已造成羅馬尼亞到1916年12月已失去了包括首都在內逾三分之二的國土，以警戒其他中立國加入協約國的後果。為此，羅馬尼亞及俄羅斯只好盡力將防線維持在摩爾達維亞 。

### 第三階段：與希臘的戰鬥
1915年塞尔维亚战局终结时，同盟国碍于当时希腊中立，希腊国王亲德，没有乘胜攻下重要的地缘枢纽萨洛尼卡，让法軍从容建立起一个新的战线：马其顿战线。
1916年，在西色雷斯的Struma Operation，保加利亚三个师另一个旅夺取了名义中立的希腊的西色雷斯地区4000多平方公里土地，希腊第四军奉令“不抵抗”，6千多人不发一枪就缴械投降。
於1917年，希臘被迫加入協約國，雖然俄國和罗马尼亚於1918年初退出戰爭，使同盟国的戰鬥人員能調至希臘战线，但协约国軍隊於1918年8月发动的大规模攻势，迫使保加利亞投降，並最終於1918年11月－一戰結束的月份收復塞爾維亞首都贝尔格莱德，推進至匈牙利邊疆，促使奧匈帝國於11月4日投降。